# نيشان لوثولي
نيشان لوثولي هو نيشان جنوب أفريقي أنشئ في 30 نوفمبر 2003، وسُمّي على اسم الزعيم ألبرت لوثولي زعيم المؤتمر الوطني الأفريقي السابق، والذي كان أول جنوب إفريقيّ يفوز بجائزة نوبل للسلام.
يمنح رئيس جنوب إفريقيا نيشان لوثولي للأفراد تكريماً للمساهمات البارزة في جنوب إفريقيا في المجالات التالية:
- النضال من أجل الديمقراطية.
- تعزيز الديمقراطية وحقوق الإنسان.
- تعزيز مكانة جنوب أفريقيا.
- تعزيز العدل والسلام.
- حل النزاعات بين الدول والأعراق.

## درجات التكريم
تألّف نيشان لوثولي في ثلاث درجات للتكريم، وهي:
- نيشان لوثولي الذهبي: يُمنح للمساهمات الاستثنائية.
- نيشان لوثولي الفضي: يُمنح للمساهمات المتميزة.
- نيشان لوثولي البرونزي: يُمنح للمساهمات الجديرة بالتقدير.

## شارة النيشان
يحتوي الوجه الأمامي لشارة نيشان لوثولي على مثلث متساوي الأضلاع يمثل حجراً صواناً، وتصور الأشعة فوقه شروق الشمس فوق جبل إيساندلوانا. أسفل الحجر الصوان وعاء فخاري يعلوه قرنان لحيوان يحيطان بالعلم الوطني لجنوب أفريقيا وقد كُتبت عليه الحروف الأولى من اسم جبل إيساندلوانا، والتي تُشير إلى السلام والهدوء، وتحيط بقواعد القرنين أربطة من جلد النمر تُمثّل غطاء رأس الزعيم لوثولي. ويظهر شعار جنوب إفريقيا على الوجه الخلفي للشارة.

## شريط النيشان
تُعلّق شارة النيشان في شريط ذهبي اللون تتخلله خطوط بيضاء بلون الكريمة. تُلبس شارات النيشان من جميع الدرجات حول الرقبة.

## الحاصلون على النيشان

### 2003
| اسم الحاصل على النيشان    | درجة التكريم          | ملاحظات               |
| ------------------------- | --------------------- | --------------------- |
| موسيل مولاوا              | نيشان لوثولي الذهبي   | مُنح النيشان بعد وفاته |
| السفير جون كجوانا كاديمنغ | نيشان لوثولي الذهبي   |                       |
| ألفريد نزو                | نيشان لوثولي الذهبي   | مُنح النيشان بعد وفاته |
| ماري بيرتون               | نيشان لوثولي الفضي    |                       |
| البروفيسور ويلي إسترهوز   | نيشان لوثولي الفضي    |                       |
| ماثيو جونيوي              | نيشان لوثولي الفضي    |                       |
| مثولي كا شيزي             | نيشان لوثولي الفضي    | مُنح النيشان بعد وفاته |
| ويني كجوير                | نيشان لوثولي الفضي    | مُنح النيشان بعد وفاته |
| جافتا كجالابي ماسيمولا    | نيشان لوثولي الفضي    | مُنح النيشان بعد وفاته |
| ليكغاو ماثاباثي           | نيشان لوثولي الفضي    | مُنح النيشان بعد وفاته |
| فيليس نايدو               | نيشان لوثولي الفضي    |                       |
| الأب ألبرت نولان          | نيشان لوثولي الفضي    |                       |
| ياسمات ناناباي            | نيشان لوثولي البرونزي |                       |

### 2004
| اسم الحاصل على النيشان    | درجة التكريم          | ملاحظات               |
| ------------------------- | --------------------- | --------------------- |
| هيلدا برنشتاين            | نيشان لوثولي الذهبي   |                       |
| زكريا كيوديريلانغ ماثيوس  | نيشان لوثولي الذهبي   | مُنح النيشان بعد وفاته |
| توماس تيتوس نكوبي         | نيشان لوثولي الذهبي   |                       |
| سولومون تشيكيشو بلاتجي    | نيشان لوثولي الذهبي   | مُنح النيشان بعد وفاته |
| لالو شيبا                 | نيشان لوثولي الفضي    |                       |
| كلارنس ملاملي ماكويتو     | نيشان لوثولي الفضي    |                       |
| مابيتلا موهابي            | نيشان لوثولي الفضي    | مُنح النيشان بعد وفاته |
| جوزي بالمر مباما          | نيشان لوثولي الفضي    | مُنح النيشان بعد وفاته |
| بيلي ناير                 | نيشان لوثولي الفضي    |                       |
| ريتا أليس ندزانغا         | نيشان لوثولي الفضي    |                       |
| جوزيف (جو) مبوكو نهلانهلا | نيشان لوثولي الفضي    |                       |
| ريجنالد (ريجي) سبتمبر     | نيشان لوثولي الفضي    |                       |
| دان تلوم                  | نيشان لوثولي الفضي    | مُنح النيشان بعد وفاته |
| ستيفن (ستيف) فوكيل تشويت  | نيشان لوثولي الفضي    | مُنح النيشان بعد وفاته |
| أمينة كاتشاليا            | نيشان لوثولي البرونزي |                       |
| فرانس راسيمفي تشيفاز      | نيشان لوثولي البرونزي | مُنح النيشان بعد وفاته |

### 2005
| اسم الحاصل على النيشان                       | درجة التكريم        | ملاحظات                 |
| -------------------------------------------- | ------------------- | ----------------------- |
| فلاغ مارتل بوشيلو                            | نيشان لوثولي الذهبي |                         |
| جون لانغاليباليلي                            | نيشان لوثولي الذهبي | مُنح النيشان بعد وفاته   |
| أنطون موزيواخ ليمبيدي                        | نيشان لوثولي الذهبي | مُنح النيشان بعد وفاته   |
| إسحاق بانجاني تاباتا                         | نيشان لوثولي الذهبي | مُنح النيشان بعد وفاته   |
| إدوارد جوزيف دانيلز                          | نيشان لوثولي الفضي  |                         |
| فرين نوشير جينوالا                           | نيشان لوثولي الفضي  |                         |
| أرشيبالد جوميد                               | نيشان لوثولي الفضي  | مُنح النيشان بعد وفاته   |
| فش كاتسنغ                                    | نيشان لوثولي الفضي  | مُنح النيشان بعد وفاته   |
| كويدي مازنغيسي زيلندايل ماكاليبي             | نيشان لوثولي الفضي  |                         |
| عبد الله محمد عمر                            | نيشان لوثولي الفضي  |                         |
| ماديمتجا لورنس فوكانوكا                      | نيشان لوثولي الفضي  |                         |
| ميلدريد راماكابا-ليسيا                       | نيشان لوثولي الفضي  |                         |
| أرشيبالد سيبيكو المعروف أيضاً باسم زولا زيمبي | نيشان لوثولي الفضي  |                         |
| كريسماس فيهلا تينتو                          | نيشان لوثولي الفضي  |                         |
| دوروثي نومازوتشو زيلانجو                     | نيشان لوثولي الفضي  | مُنحت النيشان بعد وفاتها |

### 2006
| اسم الحاصل على النيشان | درجة التكريم       | ملاحظات                 |
| ---------------------- | ------------------ | ----------------------- |
| جو نزنغو جكابي         | نيشان لوثولي الفضي |                         |
| فورت كالاتا            | نيشان لوثولي الفضي | مُنح النيشان بعد وفاته   |
| إسحاق ليسيبا مافوثو    | نيشان لوثولي الفضي |                         |
| أمينة باهاد            | نيشان لوثولي الفضي | مُنحت النيشان بعد وفاتها |
| ألبرت لويس ساكس        | نيشان لوثولي الفضي |                         |
| أما نايدو              | نيشان لوثولي الفضي | مُنحت النيشان بعد وفاتها |
| بكسلي سيد              | نيشان لوثولي الفضي | مُنح النيشان بعد وفاته   |
| سيسيلو مهوليولي        | نيشان لوثولي الفضي | مُنح النيشان بعد وفاته   |
| أنتوني سامبسون         | نيشان لوثولي الفضي | مُنح النيشان بعد وفاته   |
| جون تينغو جابافو       | نيشان لوثولي الفضي | مُنح النيشان بعد وفاته   |
| سبارو مخونتو           | نيشان لوثولي الفضي | مُنح النيشان بعد وفاته   |

### 2007
| اسم الحاصل على النيشان          | درجة التكريم          | ملاحظات               |
| ------------------------------- | --------------------- | --------------------- |
| غيرت شادراك سيباندي             | نيشان لوثولي الذهبي   | مُنح النيشان بعد وفاته |
| فلورنس موفوشو                   | نيشان لوثولي الفضي    | مُنح النيشان بعد وفاته |
| جونستون مفانافوثي ماكاتيني      | نيشان لوثولي الفضي    | مُنح النيشان بعد وفاته |
| مفاناسيكايا بيرسي ليندا جكوبوزي | نيشان لوثولي الفضي    |                       |
| الدكتور جاجاثورا محمبري نيكر    | نيشان لوثولي الفضي    | مُنح النيشان بعد وفاته |
| جون جيمس إيسيل                  | نيشان لوثولي البرونزي |                       |
| إيما ثاندي ماشينيني             | نيشان لوثولي البرونزي |                       |
| ريكا هودجسون                    | نيشان لوثولي البرونزي |                       |

### 2008
| اسم الحاصل على النيشان                       | درجة التكريم        | ملاحظات                 |
| -------------------------------------------- | ------------------- | ----------------------- |
| جيمس آرثر كالاتا                             | نيشان لوثولي الذهبي | مُنح النيشان بعد وفاته   |
| روبرت ريشا                                   | نيشان لوثولي الذهبي | مُنح النيشان بعد وفاته   |
| والتر روبوسانا                               | نيشان لوثولي الذهبي | مُنح النيشان بعد وفاته   |
| هيمان بيرنات                                 | نيشان لوثولي الفضي  | مُنح النيشان بعد وفاته   |
| بيرثا جكسوا                                  | نيشان لوثولي الفضي  |                         |
| يوشيا جيل                                    | نيشان لوثولي الفضي  |                         |
| زوليلي ماليندي                               | نيشان لوثولي الفضي  |                         |
| باربرا مسكيلا                                | نيشان لوثولي الفضي  |                         |
| نانا هنريتا موابي                            | نيشان لوثولي الفضي  |                         |
| بيلي موديس                                   | نيشان لوثولي الفضي  |                         |
| ملنغيسي جريفيتس مكسينغي وفيكتوريا نونيامزيلو | نيشان لوثولي الفضي  |                         |
| ماجدالينا ماجي ريشا                          | نيشان لوثولي الفضي  | مُنحت النيشان بعد وفاتها |
| شاندرديو جورج سيوبرشاد                       | نيشان لوثولي الفضي  | مُنح النيشان بعد وفاته   |
| فيستا سميث                                   | نيشان لوثولي الفضي  |                         |

### 2009
| اسم الحاصل على النيشان    | درجة التكريم          | ملاحظات               |
| ------------------------- | --------------------- | --------------------- |
| بريان بونتنج              | نيشان لوثولي الفضي    | مُنح النيشان بعد وفاته |
| نلو ثيوفيلوس شولو         | نيشان لوثولي الفضي    |                       |
| دينيس ثيودور غولدبرغ      | نيشان لوثولي الفضي    |                       |
| جيمس أرنولد جيمي لا جوما  | نيشان لوثولي الفضي    | مُنح النيشان بعد وفاته |
| ريبيكا ماكجومو ماسيليلا   | نيشان لوثولي الفضي    |                       |
| قادر أسمال                | نيشان لوثولي البرونزي |                       |
| جاكلين دااني فان رينسبيرغ | نيشان لوثولي البرونزي |                       |
| عائشة بيبي داود يوسف مقدم | نيشان لوثولي البرونزي |                       |
| ميريام هلزو               | نيشان لوثولي البرونزي |                       |
| ليديا كوماب نغوينيا       | نيشان لوثولي البرونزي |                       |
| نومهلانغانا بيوتي ماكهايز | نيشان لوثولي البرونزي |                       |

### 2010
| اسم الحاصل على النيشان      | درجة التكريم        | ملاحظات                 |
| --------------------------- | ------------------- | ----------------------- |
| ستيفن دلاميني               | نيشان لوثولي الذهبي |                         |
| سونيا بيريل درسة            | نيشان لوثولي الفضي  | مُنحت النيشان بعد وفاتها |
| دوروثي "دوت" كليمينشو       | نيشان لوثولي الفضي  |                         |
| جيمسون نونجولوزي منغوميزولو | نيشان لوثولي الفضي  |                         |
| جابولاني نوبلمان نيكسومالو  | نيشان لوثولي الفضي  | مُنح النيشان بعد وفاته   |
| جيمس راندولف فيني           | نيشان لوثولي الفضي  |                         |

### 2011
| اسم الحاصل على النيشان    | درجة التكريم          | ملاحظات               |
| ------------------------- | --------------------- | --------------------- |
| ليونيل رستي برنشتاين      | نيشان لوثولي الذهبي   | مُنح النيشان بعد وفاته |
| نيلسون ديالي              | نيشان لوثولي الفضي    |                       |
| إسماعيل شوتا مير          | نيشان لوثولي الفضي    |                       |
| فلورنس إليزابيث منومزانا  | نيشان لوثولي الفضي    |                       |
| هارييت بولتون             | نيشان لوثولي البرونزي |                       |
| مارجريت غازو              | نيشان لوثولي البرونزي |                       |
| تسيتسي ماشينيني           | نيشان لوثولي البرونزي | مُنح النيشان بعد وفاته |
| فيوليت سارة ماتلو ني فيري | نيشان لوثولي البرونزي |                       |

### 2012
| اسم الحاصل على النيشان               | درجة التكريم        | ملاحظات                 |
| ------------------------------------ | ------------------- | ----------------------- |
| جوزيه تشانغانا غودميدي               | نيشان لوثولي الذهبي | مُنح النيشان بعد وفاته   |
| زاكوس ريتشارد مهابان                 | نيشان لوثولي الذهبي | مُنح النيشان بعد وفاته   |
| سيفاكو مابوجو ماكجاثو                | نيشان لوثولي الذهبي | مُنح النيشان بعد وفاته   |
| جيمس سيبوبيجواسيكوجوبونثاريلي موروكا | نيشان لوثولي الذهبي | مُنح النيشان بعد وفاته   |
| ألفريد بيتيني زوما                   | نيشان لوثولي الذهبي | مُنح النيشان بعد وفاته   |
| جون ستيفن جوماس                      | نيشان لوثولي الفضي  | مُنح النيشان بعد وفاته   |
| إليزابيث صوفيا هونمان                | نيشان لوثولي الفضي  | مُنحت النيشان بعد وفاتها |
| القس فينر كريستيان كادالي            | نيشان لوثولي الفضي  | مُنح النيشان بعد وفاته   |
| بيتر راموشوان موكابا                 | نيشان لوثولي الفضي  | مُنح النيشان بعد وفاته   |

### 2013
| اسم الحاصل على النيشان        | درجة التكريم        | ملاحظات                 |
| ----------------------------- | ------------------- | ----------------------- |
| نكوسازانا دلاميني زوما        | نيشان لوثولي الذهبي |                         |
| الدكتور نيفيل إدوارد ألكساندر | نيشان لوثولي الفضي  | مُنح النيشان بعد وفاته   |
| أمينة ديساي                   | نيشان لوثولي الفضي  | مُنحت النيشان بعد وفاتها |
| مايكل آلان هارمل              | نيشان لوثولي الفضي  | مُنح النيشان بعد وفاته   |
| إيسوب إيزاك جاسات             | نيشان لوثولي الفضي  |                         |
| آرثر ليتيل                    | نيشان لوثولي الفضي  | مُنح النيشان بعد وفاته   |
| موسيبودي مانغينا              | نيشان لوثولي الفضي  |                         |
| ديفيد فاني منكوبي             | نيشان لوثولي الفضي  |                         |
| موسى (موزي) مولا              | نيشان لوثولي الفضي  |                         |
| إلياس فاكاني موريتسيلي        | نيشان لوثولي الفضي  | مُنح النيشان بعد وفاته   |
| ريتشارد موثوبي                | نيشان لوثولي الفضي  |                         |
| نامزيزي متشوتشيسا             | نيشان لوثولي الفضي  | مُنح النيشان بعد وفاته   |

### 2014
| اسم الحاصل على النيشان      | درجة التكريم          | ملاحظات                 |
| --------------------------- | --------------------- | ----------------------- |
| فرانسيس بارد                | نيشان لوثولي الذهبي   | مُنح النيشان بعد وفاته   |
| ديفيد ويلكوكس هالهان بوبابي | نيشان لوثولي الذهبي   | مُنح النيشان بعد وفاته   |
| روث أولا                    | نيشان لوثولي الذهبي   | مُنح النيشان بعد وفاته   |
| الإمام عبد الله هارون       | نيشان لوثولي الذهبي   | مُنح النيشان بعد وفاته   |
| السير بوب هيبل              | نيشان لوثولي الذهبي   |                         |
| فلورنس ماتوميلا             | نيشان لوثولي الذهبي   | مُنح النيشان بعد وفاته   |
| زيفانيا ليكواني موثوبنغ     | نيشان لوثولي الذهبي   | مُنحت النيشان بعد وفاتها |
| عبد الحي جسات               | نيشان لوثولي الفضي    |                         |
| ولفي كوديش                  | نيشان لوثولي الفضي    | مُنح النيشان بعد وفاته   |
| الأب سيمانغاليسو مكاتشوا    | نيشان لوثولي الفضي    |                         |
| بوبو موليفي                 | نيشان لوثولي الفضي    |                         |
| أغنيس مسيمانج               | نيشان لوثولي الفضي    |                         |
| جانيت شون                   | نيشان لوثولي الفضي    | مُنحت النيشان بعد وفاتها |
| زولا سيدني ثيمبا سكويييا    | نيشان لوثولي الفضي    |                         |
| ميتاه سيبيريبيري            | نيشان لوثولي البرونزي | مُنح النيشان بعد وفاته   |

### 2015
| اسم الحاصل على النيشان | درجة التكريم          | ملاحظات               |
| ---------------------- | --------------------- | --------------------- |
| وليام هنري فرانكل      | نيشان لوثولي الفضي    |                       |
| جونسون مالكومس مغابيلا | نيشان لوثولي الفضي    | مُنح النيشان بعد وفاته |
| جوبوليلي نياوزي        | نيشان لوثولي الفضي    | مُنح النيشان بعد وفاته |
| بيتروس نياوس           | نيشان لوثولي الفضي    | مُنح النيشان بعد وفاته |
| محمد تكلي              | نيشان لوثولي الفضي    |                       |
| كاي مونسامي            | نيشان لوثولي البرونزي |                       |

### 2016
| اسم الحاصل على النيشان           | درجة التكريم          | ملاحظات                 |
| -------------------------------- | --------------------- | ----------------------- |
| كليوباس مادودا نسيباندي          | نيشان لوثولي الذهبي   | مُنح النيشان بعد وفاته   |
| بريان فرانسيس بيشوب              | نيشان لوثولي الفضي    | مُنح النيشان بعد وفاته   |
| مسيزي هاريسون دوبي               | نيشان لوثولي الفضي    | مُنح النيشان بعد وفاته   |
| القس الدكتور سيمون غوبولي        | نيشان لوثولي الفضي    |                         |
| ويني ماديكيزيلا مانديلا          | نيشان لوثولي الفضي    |                         |
| شاتياندراث راجونانان ماك ماهاراج | نيشان لوثولي الفضي    |                         |
| ماري ثيب                         | نيشان لوثولي الفضي    | مُنحت النيشان بعد وفاتها |
| ايمي ريتستين ثورنتون             | نيشان لوثولي الفضي    |                         |
| جون زيكالي                       | نيشان لوثولي الفضي    | مُنح النيشان بعد وفاته   |
| سليمان بابله سلوجي               | نيشان لوثولي البرونزي | مُنح النيشان بعد وفاته   |

### 2017
| اسم الحاصل على النيشان                                          | درجة التكريم       | ملاحظات                 |
| --------------------------------------------------------------- | ------------------ | ----------------------- |
| 22 من المحاكمين السياسيين لحزب المؤتمر الوطني الأفريقي عام 1969 |                    |                         |
| ميلثا ماري مامو كالاتا                                          | نيشان لوثولي الفضي | مُنح النيشان بعد وفاته   |
| ديفيد ميلبوليلو سبي جروتبوم                                     | نيشان لوثولي الفضي | مُنح النيشان بعد وفاته   |
| ماتسوبان موريس ماتسيميلا                                        | نيشان لوثولي الفضي |                         |
| الأستاذة فاطمة مير                                              | نيشان لوثولي الفضي | مُنحت النيشان بعد وفاتها |
| كولن موندي ماكونكوانا                                           | نيشان لوثولي الفضي | مُنح النيشان بعد وفاته   |
| زودوا موفوكنغ                                                   | نيشان لوثولي الفضي | مُنح النيشان بعد وفاته   |
| راجينالد ريجي أوليفانت                                          | نيشان لوثولي الفضي | مُنح النيشان بعد وفاته   |
| نيفيل روبين                                                     | نيشان لوثولي الفضي | مُنح النيشان بعد وفاته   |
| زويلي لوكاس سيزاني                                              | نيشان لوثولي الفضي | مُنح النيشان بعد وفاته   |

### 2018
| اسم الحاصل على النيشان           | درجة التكريم          | ملاحظات                 |
| -------------------------------- | --------------------- | ----------------------- |
| إنكوزي ملابونزيما جوزيف مافومولو | نيشان لوثولي الذهبي   | مُنح النيشان بعد وفاته   |
| القاضي ديكغانغ إرنست موسنيك      | نيشان لوثولي الذهبي   |                         |
| غودفري كينيث بيك                 | نيشان لوثولي الفضي    | مُنح النيشان بعد وفاته   |
| سيلفيا موتلاجومانج ممزا بنيامين  | نيشان لوثولي البرونزي | مُنحت النيشان بعد وفاتها |
| رونالد بيرنيكو                   | نيشان لوثولي البرونزي | مُنح النيشان بعد وفاته   |
| ليليان ليلي ديديريكس             | نيشان لوثولي الفضي    |                         |
| سواميناثان كاروبا غوندن          | نيشان لوثولي الفضي    |                         |
| القس تشارلز هوبر                 | نيشان لوثولي الفضي    | مُنح النيشان بعد وفاته   |
| سيبونجيل مكابيلا                 | نيشان لوثولي الفضي    |                         |
| اللواء كيث موكواب                | نيشان لوثولي الفضي    |                         |
| الجنرال ماوميلا موريتي موتاو     | نيشان لوثولي الفضي    |                         |
| رحيمة موسى                       | نيشان لوثولي الفضي    | مُنحت النيشان بعد وفاتها |
| زونديني فيرونيكا سوبوكوي         | نيشان لوثولي الفضي    |                         |
| دورا تامانا                      | نيشان لوثولي الفضي    | مُنحت النيشان بعد وفاتها |

### 2019
| اسم الحاصل على النيشان    | درجة التكريم       |
| ------------------------- | ------------------ |
| السفير ثاندي لوجابي رانكو | نيشان لوثولي الفضي |
| العميد فيلافي مساني       | نيشان لوثولي الفضي |
| أنتوني أندرو تريو         | نيشان لوثولي الفضي |
| مويسيل دوغلاس تيوتيو      | نيشان لوثولي الفضي |
| يوسف فيريافا              | نيشان لوثولي الفضي |

## روابط خارجية
- الموقع الرسمي لحكومة جنوب أفريقيا